# Dirty Ol' Man
Dirty Ol' Man is een single van The Three Degrees. Het is afkomstig van hun album The Three Degrees. B-kant was Can't You See What You're Doing to Me. Het was de eerste hit van de Three Degrees in Nederland en België.
In Nederland werd de plaat veel gedraaid op Radio Veronica en Hilversum 3 en behaalde de eerste plaats van zowel de Nederlandse Top 40 als de Hilversum 3 Top 30 en in België bereikte de plaat eveneens de nummer 1-positie van beide Vlaamse hitlijsten. De single werd nergens anders een hit. Wél haalde het plaats 58 in de Amerikaanse soullijst. De hitnoteringen en populariteit in Nederland werd zeker ondersteund door de clip die Avro's Toppop uitzond van drie bevallige dames, die over een vieze oude man zongen, die zijn handen niet kan thuishouden. De drie dames waren Fayette Pinkney, Valerie Holiday en Sheila Ferguson. De opnamen kwamen uit de Sigma Sound Studio in Philadelphia (Pennsylvania).

## Hitnoteringen

### Nederlandse Top 40
| Hitnotering: 22-12-1973 t/m 23-03-1974 | Hitnotering: 22-12-1973 t/m 23-03-1974 | Hitnotering: 22-12-1973 t/m 23-03-1974 | Hitnotering: 22-12-1973 t/m 23-03-1974 | Hitnotering: 22-12-1973 t/m 23-03-1974 | Hitnotering: 22-12-1973 t/m 23-03-1974 | Hitnotering: 22-12-1973 t/m 23-03-1974 | Hitnotering: 22-12-1973 t/m 23-03-1974 | Hitnotering: 22-12-1973 t/m 23-03-1974 | Hitnotering: 22-12-1973 t/m 23-03-1974 | Hitnotering: 22-12-1973 t/m 23-03-1974 | Hitnotering: 22-12-1973 t/m 23-03-1974 | Hitnotering: 22-12-1973 t/m 23-03-1974 | Hitnotering: 22-12-1973 t/m 23-03-1974 | Hitnotering: 22-12-1973 t/m 23-03-1974 | Hitnotering: 22-12-1973 t/m 23-03-1974 |
| Week:                                  | 1                                      | 2                                      | 3                                      | 4                                      | 5                                      | 6                                      | 7                                      | 8                                      | 9                                      | 10                                     | 11                                     | 12                                     | 13                                     | 14                                     |                                        |
| -------------------------------------- | -------------------------------------- | -------------------------------------- | -------------------------------------- | -------------------------------------- | -------------------------------------- | -------------------------------------- | -------------------------------------- | -------------------------------------- | -------------------------------------- | -------------------------------------- | -------------------------------------- | -------------------------------------- | -------------------------------------- | -------------------------------------- | -------------------------------------- |
| Positie:                               | 31                                     | 22                                     | 13                                     | 4                                      | 1                                      | 1                                      | 1                                      | 2                                      | 4                                      | 6                                      | 8                                      | 12                                     | 21                                     | 34                                     | uit                                    |

### NederlandseSingle Top 100
| Hitnotering: 15-12-1973 t/m 16-03-1974 | Hitnotering: 15-12-1973 t/m 16-03-1974 | Hitnotering: 15-12-1973 t/m 16-03-1974 | Hitnotering: 15-12-1973 t/m 16-03-1974 | Hitnotering: 15-12-1973 t/m 16-03-1974 | Hitnotering: 15-12-1973 t/m 16-03-1974 | Hitnotering: 15-12-1973 t/m 16-03-1974 | Hitnotering: 15-12-1973 t/m 16-03-1974 | Hitnotering: 15-12-1973 t/m 16-03-1974 | Hitnotering: 15-12-1973 t/m 16-03-1974 | Hitnotering: 15-12-1973 t/m 16-03-1974 | Hitnotering: 15-12-1973 t/m 16-03-1974 | Hitnotering: 15-12-1973 t/m 16-03-1974 | Hitnotering: 15-12-1973 t/m 16-03-1974 | Hitnotering: 15-12-1973 t/m 16-03-1974 |
| Week:                                  | 1                                      | 2                                      | 3                                      | 4                                      | 5                                      | 6                                      | 7                                      | 8                                      | 9                                      | 10                                     | 11                                     | 12                                     | 13                                     |                                        |
| -------------------------------------- | -------------------------------------- | -------------------------------------- | -------------------------------------- | -------------------------------------- | -------------------------------------- | -------------------------------------- | -------------------------------------- | -------------------------------------- | -------------------------------------- | -------------------------------------- | -------------------------------------- | -------------------------------------- | -------------------------------------- | -------------------------------------- |
| Positie:                               | 30                                     | 28                                     | 12                                     | 4                                      | 1                                      | 1                                      | 1                                      | 1                                      | 4                                      | 6                                      | 7                                      | 12                                     | 22                                     | uit                                    |

### VlaamseRadio 2 Top 30
| Hitnotering: 26-01-1974 t/m 20-04-1974 | Hitnotering: 26-01-1974 t/m 20-04-1974 | Hitnotering: 26-01-1974 t/m 20-04-1974 | Hitnotering: 26-01-1974 t/m 20-04-1974 | Hitnotering: 26-01-1974 t/m 20-04-1974 | Hitnotering: 26-01-1974 t/m 20-04-1974 | Hitnotering: 26-01-1974 t/m 20-04-1974 | Hitnotering: 26-01-1974 t/m 20-04-1974 | Hitnotering: 26-01-1974 t/m 20-04-1974 | Hitnotering: 26-01-1974 t/m 20-04-1974 | Hitnotering: 26-01-1974 t/m 20-04-1974 | Hitnotering: 26-01-1974 t/m 20-04-1974 | Hitnotering: 26-01-1974 t/m 20-04-1974 | Hitnotering: 26-01-1974 t/m 20-04-1974 | Hitnotering: 26-01-1974 t/m 20-04-1974 |
| Week:                                  | 1                                      | 2                                      | 3                                      | 4                                      | 5                                      | 6                                      | 7                                      | 8                                      | 9                                      | 10                                     | 11                                     | 12                                     | 13                                     |                                        |
| -------------------------------------- | -------------------------------------- | -------------------------------------- | -------------------------------------- | -------------------------------------- | -------------------------------------- | -------------------------------------- | -------------------------------------- | -------------------------------------- | -------------------------------------- | -------------------------------------- | -------------------------------------- | -------------------------------------- | -------------------------------------- | -------------------------------------- |
| Positie:                               | 18                                     | 6                                      | 1                                      | 1                                      | 1                                      | 1                                      | 2                                      | 1                                      | 3                                      | 4                                      | 9                                      | 17                                     | 26                                     | uit                                    |

### NPO Radio 2 Top 2000
| Nummer met noteringen in de NPO Radio 2 Top 2000 | '99  | '00 | '01  | '02  | '03  | '04  | '05  | '06  | '07 | '08  | '09  |
| ------------------------------------------------ | ---- | --- | ---- | ---- | ---- | ---- | ---- | ---- | --- | ---- | ---- |
| Dirty Ol' Man                                    | 1485 | -   | 1120 | 1087 | 1988 | 1707 | 1970 | 1668 | -   | 1902 | 1974 |

1. ↑  Een '-' betekent dat het nummer niet was genoteerd en een vetgedrukt getal geeft de hoogste notering aan.
2. ↑  Deze tabel is bijgewerkt tot en met de laatste editie (2024).